# Дюлево (област Пазарджик)
Вижте пояснителната страница за други значения на Дюлево.
Дюлево е село в Южна България. То се намира в община Стрелча, област Пазарджик.

## География
Село Дюлево е разположено в южните предхълмия на централна Средна гора. Намира се на 513 м над морското равнище. На североизток землището на селото граничи с река Калаващица, а на северозапад с връх Окопана. През самото село преминава малка река, носеща името Юрушка. Дюлево се намира на около 38 км от областния център Пазарджик и на 8 км от общинския център Стрелча. На 23 км в посока северозапад се намира Панагюрище, а на 32 км северно е Копривщица. В посока югоизток Дюлево отстои на около 70 км от Пловдив, с който е свързан и посредством железопътна линия.
Климатът в Дюлево е мек, континентален. Средногодишните валежи са около 610 л/м2, а относителната влажност на въздуха е в рамките на 70 – 75 % средногодишно. Духат преобладаващо западни ветрове със средна скорост от 1,5 м/сек.
Землището на селото е среднопланинско и хълмисто, набраздено с многобройни ридове, между тях има обширни поляни.
От дървесните видове с най-голямо разпространение е дъбът. След него се нареждат габърите, ясеновите, дряновите и акациевите дървета. Из тях се въдят сърни, елени, зайци, лисици и диви свине.

## История
Наченките на живот в землището на с. Дюлево датират от преди 5000 г., и са от периода на каменно-медната епоха. Първите признаци на живот са открити в местността Чучурчето, на около 800 м южно от селото, където са открити останки от първобитно селище. Останките от това селище се намират до 150 м в диаметър, а пепелно-сметният му насип достига до 1 м дебелина.
В землището на Дюлево са открити около 10 стари селища, могили и безмогилни некрополи от тракийско и римско време.
Според историците местността на с. Дюлево е обитавана от 3-тото хилядолетие преди новата ера.
За първи път старото име на селото – Айвъджик, се среща в турските регистри от 1576 г. До 1934 село Дюлево се нарича Айваджик или Айааджикъ, според Стефан Захариев в неговото описание на Татар-Пазарджишката кааза. От същия автор е дадено заедно с Ереліе като североизточна граница на каазата.
Селото е познато и от литературните творби на Захари Стоянов (също като Айваджик), който го споменава в „Записките“ по повод Априлското въстание – В Панагюрище бяха прибягнали на защита и следующите села: Баня, Бъта, Елшица, Калаглари, Джумата, Попинци, Балдево, Кепелий, Ерелий, Айваджик, Стрелча, Саръгьол и Кавакдере. Те бяха напуснали съвсем своите села.
След Освобождението попада в ново административно деление, което има за център днешния град Съединение. Тази околия (Коюн Тепе наясъ) е отменена през 1901, и занапред Дюлево е вече част от Панагюрската околия.

## Поминък
- Поминъкът на населението се състои в земеделие и скотовъдство.

## Религия
Населението е изцяло християнско.

## Културни и природни забележителности
Дюлево се слави като екологично чисто място с много красива природа. На 9 км южно може да се види местността "Казаните". Местните жители на селото посещават тази красота всяко лято.На изток в селото може да се види кладенец,от който местните преди пиели вода.Дюлево няма нищо общо със Стрелча.

## Редовни събития
- Събор се провежда всяка година на 6 май. В деня на събора се организират народни борби. В тях навремето са могли да участват само мъже и младежи от селото, но днес се събират борци от цялата страна. Наградата на победителя е коч, за второто място се дава овца, а останалият на трето място взема едно агне.